# Скіби (Свентокшиське воєводство)
Скіби (пол. Skiby) — село в Польщі, у гміні Хенцини Келецького повіту Свентокшиського воєводства.
Населення — 409 осіб (2011).
У 1975-1998 роках село належало до Келецького воєводства.

## Демографія
Демографічна структура на день 31 березня 2011 року:
|          | Загалом | Допрацездатний вік | Працездатний вік | Постпрацездатний вік |
| -------- | ------- | ------------------ | ---------------- | -------------------- |
| Чоловіки | 212     | 47                 | 152              | 13                   |
| Жінки    | 197     | 31                 | 132              | 34                   |
| Разом    | 409     | 78                 | 284              | 47                   |